# Edmilson Costa
Edmilson Silva Costa (Pedreira, 8 aprile 1950) è un economista, politico e attivista brasiliano, segretario generale del Partito Comunista Brasiliano.

## Biografia
Edmilson Costa è membro del PCB dagli anni '70. Nel 1974 si è laureato in comunicazione sociale presso l'Università Federale del Maranhão (UFMA) e ha iniziato ad essere un attivista politico.
Come attivista, negli anni '80 ha contribuito al quotidiano Voz da Unidade, principale veicolo di comunicazione del PCB, scrivendo articoli e rubriche sulla realtà sociopolitica del paese sotto gli occhi del marxismo.
Nel 1992, dopo aver discusso la tesi La politica salariale in Brasile - 1964-1985. 21 anni di stretta salariale e accumulazione predatoria , sotto la guida di Waldir da Silva Quadros, professore di economia all'Università statale di Campinas, ha ottenuto il titolo di dottore in economia presso l'Unicamp .
Dopo la divisione del partito nel 1992 è diventato una delle figure principali nel cosiddetto processo di ricostruzione rivoluzionaria del PCB.
È membro della Commissione politica nazionale del partito dal 2001 e ha ricoperto la carica di segretario per le relazioni internazionali e segretario politico del PCB a San Paolo fino al 2016.
Si è candidato a sindaco del comune di San Paolo per lo stesso partito nel 2008.
Il 30 aprile 2010 è stato annunciato come candidato alla vicepresidenza del Brasile nelle elezioni del 2010 a sostegno di Ivan Pinheiro.
Il 17 ottobre 2016 è diventato segretario generale del PCB succedendo allo stesso Pinheiro.
Oltre ad essere un leader del partito, è direttore della ricerca e formazione presso l'Instituto Caio Prado Junior e professore universitario in alcune istituzioni educative private.

## Opere
- O Imperialismo (Global Editora, 1989)
- A Política Salarial no Brasil (editoriale Boitempo, 1997)
- Um Projeto para o Brasil (Tecno-Científica, 1998)
- A Globalização e o Capitalismo Contemporâneo (Expressão Popular, 2009)
- A Crise Económica Mundial e a Globalização no Brasil (Instituto Caio Prado Júnior, 2013)
- Reflexões sobre a crise brasileira (Editora Ciências Revolucionárias, 2020)